# Molring
Molring é uma comuna francesa na região administrativa de Grande Leste, no departamento de Mosela. Estende-se por uma área de 3,26 km². Em 2010 a comuna tinha 5 habitantes (densidade: 1,5 hab./km²).